# Karl Hillmer

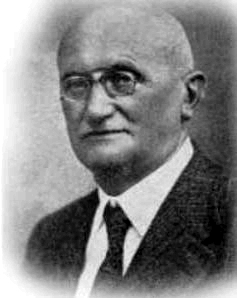
Karl Hillmer

August Wilhelm Karl Hillmer (* 15. August 1869 in Suderburg; † 19. August 1944) war ein deutscher Pädagoge (Studiendirektor) und langjähriger Leiter der Wiesenbauschule Suderburg.

## Leben
Hillmer wurde als Sohn des Provinzialwiesenbaumeisters Heinrich Christoph Wilhelm Hillmer in Suderburg, Ortsteil Oldendorf I. geboren. Nach dem Besuch der Volksschule in Suderburg und dem Abitur im Realgymnasium in Uelzen studierte er in der Präparandenanstalt und des Seminars in Wunstorf. Anschließend war er 5 Jahre lang Lehrer in Husum im Kreis Nienburg und vorübergehend Mittelschullehrer in Gronau (Hannover). Vor der Mittelschullehrerprüfung studierte er fünf Semester an der Universitäten Berlin, Halle und Leipzig. Nachdem er zwei Winter an der Wiesenbauschule Suderburg tätig gewesen war, wurde er am 1. Oktober 1898 zum Direktor dieser Schule berufen, die er dann bis zum Jahr 1935 leitete.
Unter seiner Leitung erfuhr die Einrichtung, die später zur Staatlichen Ingenieurakademie und 1971 zur Fachhochschule ernannt wurde, eine erhebliche Aufwertung. So konnte 1898 das erste eigene Schulgebäude in Betrieb genommen werden. Bereits 1906 wurde ein erheblich größeres Schulgebäude eingeweiht. Im gleichen Jahr erreichte Hillmer, dass die Schule die Kulturbautechniker- und Wiesenbaumeisterprüfung abnehmen durfte. 1930 erfolgte die Anerkennung als Höhere Fachschule.
Hillmer berichtet in seinen Erinnerungen, dass ihm seine sehr lange Amtszeit bei den Bemühungen um eine Aufwertung der Anstalt gut geholfen habe. So kam er mehrfach mit seinen verschiedenen Anliegen bei den zuständigen Ministerien nicht weiter. Dann wartete er einfach die Pensionierung des bremsenden Beamten ab und sprach anschließend bei dessen Nachfolger erneut vor.
Karl Hillmer war seit dem 29. September 1903 mit Margarete Ella Luise Döhrmann (1878–1964) aus Böddenstedt verheiratet.

## Ehrungen
- Nach ihm wurde die Karl-Hillmer-Str. in Suderburg benannt.
- Die Ehemaligen- und Förderorganisation Karl-Hillmer-Gesellschaft trägt seinen Namen.